# Mira (étoile)
Pour les articles homonymes, voir Mira.
Désignations
Mira (ο Cet / ο Ceti / Omicron Ceti) est une étoile binaire de la constellation de la Baleine, constituée d'une géante rouge, Mira A ou simplement Mira, et une naine blanche, Mira B ou VZ Ceti. Mira A est aussi une étoile variable périodique et fut la première étoile variable découverte non issue d'une nova ou d'une supernova, à l'exception peut-être d'Algol. Hormis Eta Carinae, Mira est la plus brillante variable périodique dans le ciel qui ne soit pas visible à l'œil nu durant une partie de son cycle.
Certaines variables pulsantes très lumineuses et dotées d’une variabilité d’une grande amplitude, comme les céphéides, les étoiles variables de type RR Lyrae, les variables de type Mira, sont très précieuses car elles servent à la détermination des distances. En effet, l’établissement d’une relation phénoménologique entre la luminosité intrinsèque et leur période de variabilité permet de les utiliser comme indicateurs de distance, soit pour des galaxies (distance extragalactique) soit pour des amas globulaires (distance galactique).

## Nomenclature
ο Ceti (latinisé en Omicron Ceti) est la désignation de Bayer de l'étoile. Elle a été nommée Mira (latin pour « merveilleuse » ou « surprenante ») par Johannes Hevelius dans son Historiola Mirae Stellae in Collo Ceti (1662).
Mira est le nom propre de l'étoile qui a été approuvé par l'Union astronomique internationale le 20 juillet 2016.

## Historique des observations

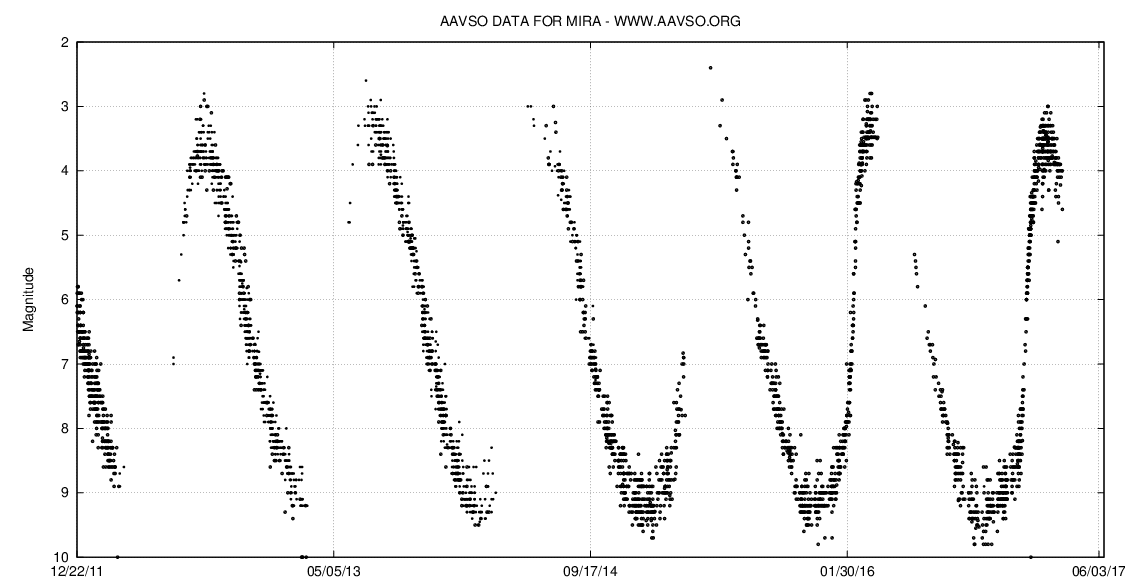
Courbe de lumière visible de Mira, produite en utilisant l'outil générateur de courbe de lumière de l'AAVSO.

Il semble que la variabilité de Mira était connue dans l'ancienne Chine, Babylone ou dans la Grèce antique. Ce qui est certain c'est que cette variabilité a été observée par l'astronome David Fabricius à partir du 3 août 1596. Observant ce qu'il pensait être la planète Mercure, il avait besoin d'une étoile de référence pour comparer les positions et choisit une étoile de magnitude 3 non remarquée précédemment. Le 21 août cependant elle avait augmenté d'une magnitude, puis en octobre elle avait décru de nouveau. Fabricius supposa que c'était une nova, mais il la revit le 16 février 1609.

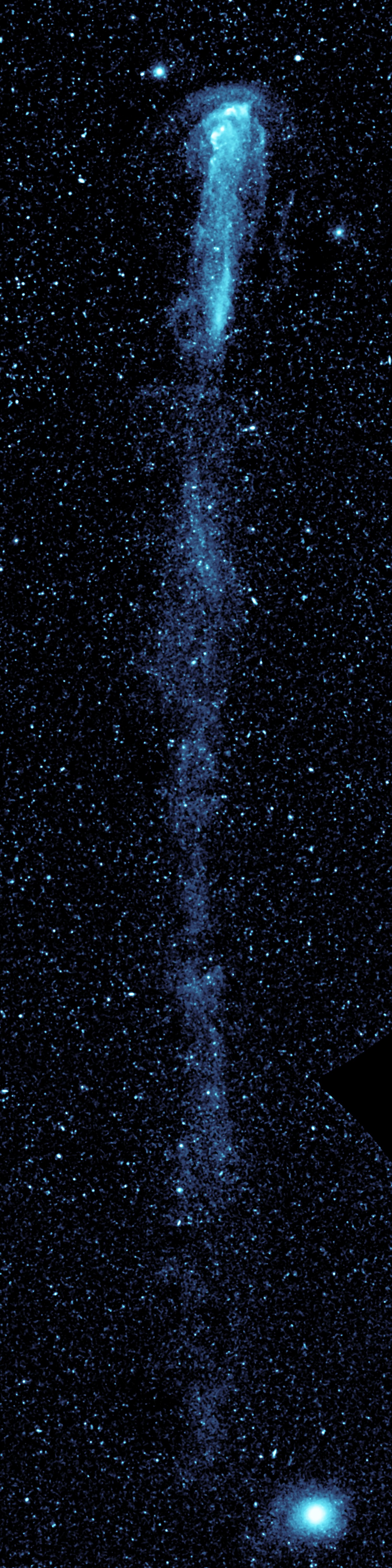
La queue observée par le télescope spatial GALEX.

En 2007, des observations ont montré la présence d'un disque protoplanétaire autour de Mira B. Le disque résulte d'une accrétion de matériaux provenant du vent stellaire de Mira A et pourrait résulter en la création de planètes. Ces observations ont également suggéré que Mira B était plus probablement une étoile de la séquence principale d'environ 0,7 masse solaire et de type spectral K, plutôt qu'une naine blanche comme on le pensait jusqu'alors. Cependant de nouvelles études en 2010 semblent prouver que Mira B est bien une naine blanche.
Des études en ultraviolet par le télescope spatial GALEX (Galaxy Evolution Explorer) de la NASA ont révélé que l'étoile perd de la matière de son enveloppe externe, créant une queue de 13 années-lumière de longueur, qui se serait formée pendant ces 30 000 dernières années. On pense que « l'arc de choc », également visible en ultraviolet, de plasma-gaz comprimé et chaud résultant du déplacement très rapide de Mira à travers son environnement (130 km/s) est la cause de cette perte de matière.

## Distance
La distance à Mira est incertaine ; avant le catalogue Hipparcos, on l'estimait aux environs de 220 années-lumière ; tandis que les données de la réduction 2007 de ce catalogue suggèrent une distance de 299 années-lumière, avec une marge d'erreur de 11 %.